# Bandera de Los Silos

La bandera del municipio tinerfeño de Los Silos está compuesta por tres franjas horizontales de igual tamaño, la superior de color rojo, la central blanca y la inferior amarilla.
El rojo representa a la Virgen de La Luz, patrona del municipio, que aparece en el primer cuartel del escudo heráldico. El blanco refleja el segundo cuartel del escudo, de plata, y además está vinculado a la Casa de los Borbones. El amarillo hace referencia al color del trigo, ya que de los silos de ese cereal proviene el nombre del municipio.